# Гірськолижний спорт на зимових Олімпійських іграх 2022 — швидкісний спуск (жінки)
Змагання з гірськолижного спорту в швидкісному спуску серед жінок відбулися 15 лютого на трасі Національного гірськолижного центру в районі Яньцин (Китай).
Чинна олімпійська чемпіонка Софія Ґоджа кваліфікувалася на Олімпіаду, як і володарка срібної медалі Ігор-2018, Раґнгільд Мовінкель, а бронзова призерка Ліндсі Вонн завершила спортивну кар'єру. Ґоджа очолює залік Кубка світу 2021–2022 після восьми змагань зі швидкісного спуску, що відбулися перед Олімпійськими іграми. За нею розмістилися Корінне Зутер і Рамона Зібенгофер. Зутер виграла Чемпіонат світу 2021 року, а Кіра Вайдле і Лара Ґут вибороли, відповідно, срібну і бронзову нагороди.

## Результати
| Місце | Номер | Ім'я                | Країна                     | Час     | Відставання |
| ----- | ----- | ------------------- | -------------------------- | ------- | ----------- |
| 1     | 15    | Корінне Зутер       | Швейцарія                  | 1:31.87 | —           |
| 2     | 13    | Софія Ґоджа         | Італія                     | 1:32.03 | +0.16       |
| 3     | 11    | Надя Делаго         | Італія                     | 1:32.44 | +0.57       |
| 4     | 17    | Кіра Вайдле         | Німеччина                  | 1:32.58 | +0.71       |
| 5     | 1     | Елена Куртоні       | Італія                     | 1:32.87 | +1.00       |
| 6     | 4     | Йоана Гелен         | Швейцарія                  | 1:33.16 | +1.29       |
| 7     | 18    | Корнелія Гюттер     | Австрія                    | 1:33.35 | +1.48       |
| 8     | 8     | Марі-Мішель Ґаньон  | Канада                     | 1:33.45 | +1.58       |
| 9     | 9     | Мір'ям Пухнер       | Австрія                    | 1:33.45 | +1.58       |
| 10    | 16    | Лора Гоше           | Франція                    | 1:33.47 | +1.60       |
| 11    | 10    | Ніколь Делаго       | Італія                     | 1:33.69 | +1.82       |
| 12    | 7     | Рамона Зібенгофер   | Австрія                    | 1:33.81 | +1.94       |
| 13    | 2     | Роман Мірадолі      | Франція                    | 1:33.93 | +2.06       |
| 14    | 6     | Раґнгільд Мовінкель | Норвегія                   | 1:33.97 | +2.10       |
| 15    | 3     | Жасмін Флурі        | Швейцарія                  | 1:34.00 | +2.13       |
| 16    | 19    | Лара Ґут            | Швейцарія                  | 1:34.03 | +2.16       |
| 17    | 26    | Кілі Кешмен         | США                        | 1:34.13 | +2.26       |
| 18    | 12    | Мікейла Шиффрін     | США                        | 1:34.36 | +2.49       |
| 19    | 20    | Тамара Тіпплер      | Австрія                    | 1:34.39 | +2.52       |
| 20    | 25    | Юлія Плешкова       | Олімпійський комітет Росії | 1:34.48 | +2.61       |
| 21    | 30    | Жаклін Вайлз        | США                        | 1:34.60 | +2.73       |
| 22    | 14    | Ілька Штугець       | Словенія                   | 1:34.88 | +3.01       |
| 23    | 29    | Маруша Ферк         | Словенія                   | 1:34.99 | +3.12       |
| 24    | 31    | Роні Ремме          | Канада                     | 1:35.36 | +3.49       |
| 25    | 23    | Еліс Робінсон       | Нова Зеландія              | 1:35.57 | +3.70       |
| 26    | 28    | Грета Смолл         | Австралія                  | 1:36.53 | +4.66       |
| 27    | 5     | Естер Ледецька      | Чехія                      | 1:38.18 | +6.31       |
| 28    | 33    | Тереза Нова         | Чехія                      | 1:39.38 | +7.51       |
| 29    | 35    | Барбора Новакова    | Чехія                      | 1:39.50 | +7.63       |
| 30    | 34    | Невена Ігнятович    | Сербія                     | 1:40.73 | +8.86       |
| 31    | 36    | Кон Фаньїн          | Китай                      | 1:44.53 | +12.66      |
| 90    | 21    | Алікс Вілкінсон     | США                        | DNF     | DNF         |
| 90    | 22    | Тіффані Готьє       | Франція                    | DNF     | DNF         |
| 90    | 24    | Ельведіна Музаферія | Боснія і Герцеговина       | DNF     | DNF         |
| 90    | 27    | Каміль Черутті      | Франція                    | DNF     | DNF         |
| 90    | 32    | Канде Морено        | Андорра                    | DNF     | DNF         |